# Яворово (област Стара Загора)
 За другото българско село с име Яворово вижте Яворово (Област Кърджали).  
Я̀ворово е село в Южна България, община Стара Загора, област Стара Загора.

## География
Село Яворово се намира на около 18 km югозападно от областния и общински център Стара Загора и 17 km север-североизточно от град Чирпан. Разположено е в североизточната част на Чирпанските възвишения. През северния край на селото протича от запад на изток (а след селото – на юг през село Яздач) река Яворовска (Ездачевска) – ляв приток на река Мартинка. По южния долинен склон на реката е голямата част от селото, в която се намира и центърът му с надморска височина около 278 m, която нараства на юг по посока на близкото възвишение „Голия баир“ (376,8 m) до 310 – 320 m. Климатът е преходно-континентален.
Общински път от село Яворово на изток прави на около 2 km връзка с второкласния републикански път II-66, който води на североизток през селата Ракитница и Богомилово към Стара Загора, а на югозапад след връзка с автомагистрала „Тракия“ – към град Чирпан.
Землището на село Яворово граничи със землищата на: село Елхово на север (граничен участък около 1,1 km); село Кирилово на североизток; село Ракитница на изток; село Яздач на югоизток; село Винарово на югозапад; село Могилово на северозапад.
Етническият състав на населението на село Яворово по численост и дял на етническите групи според преброяването през 2011 г. е:
| Етнически групи     | Численост | Дял (в %) |
| Общо                | 318       | 100       |
| Българи             | 316       | 99,37     |
| Турци               | 0         | 0         |
| Цигани              | 0         | 0         |
| Други               | 0         | 0         |
| Не се самоопределят | 0         | 0         |
| Не отговорили       | 2         | 0,63      |

Към 15 март 1924 г. в село Яворово има регистрирани: 138 души по постоянен адрес; 522 души по настоящ адрес; 115 души по постоянен и настоящ адрес в същото населено място.
Числеността на населението на село Яворово по данните от преброяванията от 1934 г. насам се променя както следва:
| \| Година на преброяване \| Численост \| \| --------------------- \| --------- \| \| 1934 \| 1896 \| \| 1946 \| 1913 \| \| 1956 \| 1696 \| \| 1965 \| 1331 \| \| 1975 \| 888 \| \| 1985 \| 614 \| \| 1992 \| 543 \| \| 2001 \| 450 \| \| 2011 \| 318 \| \| 2021 \| 440 \| |           |
| Година на преброяване | Численост |
| 1934 | 1896      |
| 1946 | 1913      |
| 1956 | 1696      |
| 1965 | 1331      |
| 1975 | 888       |
| 1985 | 614       |
| 1992 | 543       |
| 2001 | 450       |
| 2011 | 318       |
| 2021 | 440       |

## История
След Руско-турската война 1877 – 1878 г. по Берлинския договор 1878 г. село Яворово – тогава с име Чохлаково, остава в Източна Румелия. Село Чохлаково е присъединено към България след Съединението 1885 г. Преименувано е на Яворово през 1906 г.
Днешното Яворово е сравнително младо селище, вероятно от XVIII век. Първото поселение е било в местността Мерите. Предполага се, че първите заселници са дошли откъм Стара планина. Предание гласи, че най-напред е назовано на името на местен овчар, загубил ръката си в сблъсък с турците – чолак, и оттам Чулхалар, Чухлаково, Чохлаково. След епидемията от чума в този район през XVII век, селото се установява от двете страни на пътя Хасково – Казанлък, където е имало обширни пасища. За да се спаси от набезите на кърджалии и даалии, населението се премества на два километра западно в местността Джумалийка. С Указ на княз Фердинанд от 21 декември 1906 г. село Чохлаково е преименувано на псевдонима на родения в Чирпан поет Пейо Яворов – Яворово. Това става по предложение на представители на местната интелигенция и на селската администрация, които са запленени от неговата поезия и от бунтовния му дух.
В землището на село Яворово има археологически находки от различни исторически епохи. При разкопките в местността Делимоневото кале е открита вила (развит жилищен комплекс), която е единствената цялостно проучена вила в България. Построена е в средата на I век, разрушена и отново възстановена в средата на III век. На възвишението източно от вилата (Калето, Градището) е открито укрепено селище, обитавано от VI до XIV век. На това място има останки от градежи, датиращи от новокаменната епоха. Проучвания на Регионалния исторически музей – Стара Загора в района на язовир Чаталка установяват, че там е имало непрекъснато съществуване на човешка дейност в продължение на 6 хилядолетия – от началото на каменно-медната епоха до късното средновековие. В местностите Дренчето и Кайряците е имало селище до края на XV век.
Училище „Христо Ботев“ (първоначално) в село Чохлаково (Яворово) е създадено през 1882 г. Сградата на училището е до църквата. То разполага с 6 стаи и в него учат 4 класа. Един от първите учители е Христо Иванов от същото село. През учебната 1921 – 1922 г. се поставя начало на прогимназия с един клас. Учител в новооткрития клас е Желю П. Стоянов. През учебната 1922 – 1923 г. е открит още един клас при прогимназията, а през следващата – още един. Нова сграда на училището е построена през учебната 1930 – 1931 г. Няма данни до кога действа училището.
Жителите на село Яворово вземат дейно участие в национално-освободителното движение и антифашистката съпротива. Израз на признателност към загиналите в борбата за свобода и социална справедливост е издигнатия в центъра на селото паметник.
Емблема на Яворово е статуята при разклона за селото от централния път Стара Загора – Чирпан – „каменната мома“, която е символ на плодородието на земята, трудолюбието на хората и хубостта на яворовката.
Яворовската църква носи името „Света Петка“. Затова и традиционния празник на селото е на 14 октомври – Петковден. Тогава в църквата се отслужва Света литургия, самодейните колективи изнасят празничен концерт, в центъра на селото се вие хоро.
До 2012 г. село Яворово се числи към община Чирпан. След проведен местен референдум на 8 юли 2012 г. се приема вотът на жителите и селото преминава към община Стара Загора.

## Обществени институции
Село Яворово към 2025 г. е център на кметство Яворово.
В село Яворово има:
- действащо читалище „Пробуда-1925“;[13][14]
- действащо читалище „Ахинора-2006 г.“;[15][16]
- православна църква „Света Петка“;[17]
- пощенска станция.[18]